# Alexis Holmes
Alexis Holmes (Hamden, 28 de enero de 2000) es una deportista estadounidense que compite en atletismo, especialista en las carreras de velocidad.
Participó en los Juegos Olímpicos de París 2024, obteniendo una medalla de oro en la prueba de 4 × 400 m.
Ganó una medalla de oro en el Campeonato Mundial de Atletismo de 2023, cuatro medallas en el Campeonato Mundial de Atletismo en Pista Cubierta, en los años 2024 y 2025, y una medalla de oro en los Relevos Mundiales 2024.
Estudió el grado en Salud Pública en la Universidad de Kentucky.

## Palmarés internacional
| Juegos Olímpicos                     | Juegos Olímpicos      | Juegos Olímpicos  | Juegos Olímpicos |
| Año                                  | Lugar                 | Medalla           | Prueba           |
| ------------------------------------ | --------------------- | ----------------- | ---------------- |
| 2024                                 | París (Francia)       | Medalla de oro    | 4 × 400 m        |
| Campeonato Mundial                   |                       |                   |                  |
| Año                                  | Lugar                 | Medalla           | Prueba           |
| 2023                                 | Budapest (Hungría)    | Medalla de oro    | 4 × 400 m mixto  |
| Campeonato Mundial en Pista Cubierta |                       |                   |                  |
| Año                                  | Lugar                 | Medalla           | Prueba           |
| 2024                                 | Glasgow (Reino Unido) | Medalla de plata  | 4 × 400 m        |
| 2024                                 | Glasgow (Reino Unido) | Medalla de bronce | 400 m            |
| 2025                                 | Nankín (China)        | Medalla de oro    | 4 × 400 m        |
| 2025                                 | Nankín (China)        | Medalla de plata  | 400 m            |
| Relevos Mundiales                    |                       |                   |                  |
| Año                                  | Lugar                 | Medalla           | Prueba           |
| 2024                                 | Nasáu (Bahamas)       | Medalla de oro    | 4 × 400 m        |